# Tinospora bakis
Tinospora bakis là một loài thực vật có hoa trong họ Biển bức cát. Loài này được (A. Rich.) Miers miêu tả khoa học đầu tiên năm 1849.